# Lijst van voetbalinterlands Qatar - Vietnam
Deze lijst van voetbalinterlands is een overzicht van alle officiële voetbalwedstrijden tussen de nationale teams van Qatar en Vietnam. De landen speelden tot op heden zes keer tegen elkaar. De eerste ontmoeting, een kwalificatiewedstrijd voor het Wereldkampioenschap voetbal 1994, werd gespeeld in Doha op 11 april 1993. Het laatste duel, een vriendschappelijke wedstrijd, vond plaats op 9 oktober 2013 in Doha.

## Wedstrijden
| № | Plaats    | Datum          | Competitie           | Wedstrijd       | Uitslag |
| - | --------- | -------------- | -------------------- | --------------- | ------- |
| 1 | Doha      | 11 april 1993  | WK 1994 kwalificatie | Qatar − Vietnam | 4 − 0   |
| 2 | Singapore | 26 april 1993  | WK 1994 kwalificatie | Vietnam − Qatar | 0 − 4   |
| 3 | Hanoi     | 12 juli 2007   | Azië Cup 2007        | Vietnam − Qatar | 1 − 1   |
| 4 | Doha      | 23 juli 2011   | WK 2014 kwalificatie | Qatar − Vietnam | 3 − 0   |
| 5 | Hanoi     | 28 juli 2011   | WK 2014 kwalificatie | Vietnam − Qatar | 2 − 1   |
| 6 | Doha      | 9 oktober 2013 | Vriendschappelijk    | Qatar − Vietnam | 1 − 2   |

## Samenvatting
| Competitie        | Totaal gespeeld | Winst Qatar | Gelijk | Winst Vietnam | Doelsaldo Qatar – Vietnam |
| ----------------- | --------------- | ----------- | ------ | ------------- | ------------------------- |
| WK-kwalificatie   | 4               | 3           | 0      | 1             | 12 – 2                    |
| Azië Cup          | 1               | 0           | 1      | 0             | 1 – 1                     |
| Vriendschappelijk | 1               | 0           | 0      | 1             | 1 – 2                     |
| Totaal            | 6               | 3           | 1      | 2             | 14 – 5                    |

QFA · A-internationals · Bondscoaches · Statistieken · Qatarees vrouwenelftal · Qatar U21 · Qatar U20 · Qatar U19 · Qatar U18 · Qatar U17
1970 – 1979 ·
1980 – 1989 ·
1990 – 1999 ·
2000 – 2009 ·
2010 – 2019 ·
2020 − 2029
OS 1984 · 
OS 1992
1970 · 
1971 · 
1972 · 
1973 · 
1974 · 
1975 · 
1976 · 
1977 · 
1978 · 
1979 · 
1980 · 
1981 · 
1982 · 
1983 · 
1984 · 
1985 · 
1986 · 
1987 · 
1988 · 
1989 · 
1990 · 
1991 · 
1992 · 
1993 · 
1994 · 
1995 · 
1996 · 
1997 · 
1998 · 
1999 · 
2000 · 
2001 · 
2002 · 
2003 · 
2004 · 
2005 · 
2006 · 
2007 · 
2008 · 
2009 · 
2010 · 
2011 · 
2012 · 
2013 · 
2014 ·
2015 ·
2016 ·
2017 ·
2018 ·
2019 ·
2020 ·
2021 ·
2022 ·
2023 ·
2024
Afghanistan ·
Albanië ·
Algerije ·
Andorra ·
Argentinië ·
Australië ·
Azerbeidzjan ·
Bahrein ·
Bangladesh ·
België ·
Bhutan ·
Bosnië en Herzegovina ·
Brazilië .
Bulgarije ·
Burkina Faso ·
Cambodja ·
Canada ·
Chili ·
China ·
Colombia ·
Congo-Kinshasa ·
Costa Rica ·
Curaçao ·
Ecuador ·
Egypte ·
El Salvador ·
Estland ·
Filipijnen ·
Finland ·
Georgië ·
Ghana ·
Grenada ·
Griekenland ·
Guatemala ·
Haïti ·
Honduras ·
Hongarije ·
Hongkong ·
Ierland ·
IJsland ·
India ·
Indonesië ·
Irak ·
Iran ·
Ivoorkust ·
Jamaica ·
Japan ·
Jemen ·
Jordanië ·
Kazachstan ·
Kenia ·
Kirgizië ·
Koeweit ·
Kroatië ·
Laos ·
Letland ·
Libanon ·
Libië ·
Liechtenstein ·
Luxemburg ·
Malediven ·
Maleisië ·
Mali ·
Malta ·
Marokko ·
Mauritius ·
Mexico ·
Moldavië ·
Myanmar ·
Nederland ·
Nieuw-Zeeland ·
Noord-Ierland ·
Noord-Korea ·
Noord-Macedonië ·
Noorwegen ·
Oezbekistan ·
Oman ·
Pakistan ·
Palestina ·
Panama ·
Paraguay ·
Peru ·
Portugal ·
Rusland ·
Saoedi-Arabië ·
Schotland ·
Senegal ·
Servië ·
Singapore ·
Slovenië ·
Soedan ·
Sri Lanka ·
Syrië ·
Tadzjikistan ·
Thailand ·
Tsjechië ·
Tunesië ·
Turkije · 
Turkmenistan ·
Verenigde Arabische Emiraten ·
Verenigde Staten ·
Vietnam ·
Wales ·
Zimbabwe ·
Zuid-Korea ·
Zweden ·
Zwitserland
Ecuador (2022) ·
Nederland (2022)
VFF · 
A-internationals · 
Vietnamees vrouwenelftal
1991 – 1999 ·
2000 – 2009 ·
2010 – 2019 ·
2020 − 2029
Afghanistan ·
Albanië ·
Australië ·
Bahrein · 
Bangladesh · 
Bosnië en Herzegovina · 
Cambodja · 
China · 
Curaçao ·
Estland · 
Filipijnen · 
Guam · 
Guinee ·
Hongkong · 
India · 
Indonesië · 
Irak ·
Iran · 
Jamaica · 
Japan ·
Jemen · 
Jordanië ·
Kazachstan · 
Kirgizië ·
Koeweit · 
Laos · 
Libanon · 
Macau · 
Malediven · 
Maleisië · 
Mongolië · 
Mozambique ·
Myanmar · 
Nepal · 
Noord-Korea ·
Oezbekistan · 
Oman · 
Palestina ·
Qatar ·
Rusland ·
Saoedi-Arabië · 
Singapore · 
Sri Lanka · 
Syrië · 
Tadzjikistan · 
Taiwan · 
Thailand · 
Turkmenistan · 
Verenigde Arabische Emiraten · 
Zimbabwe · 
Zuid-Korea